# Fluoreto de vanádio(IV)
Fluoreto de vanádio (VF4), ou também conhecido como tetrafluoreto de vanádio, é um composto inorgânico de vanádio e flúor. É um sólido paramagnético de coloração marrom-amarelada que é muito higroscópico.  Sem semelhança com o tetracloreto de vanádio, o tetrafluoreto não é volátil porque adquire uma estrutura polimérica, que se decompõe antes do ponto de fusão.

## Preparação e reações
VF4 pode ser preparado pelo tratamento VCl4 com HF:
VCl4 + 4 HF → VF4 + 4 HCl
Decompõe-se à 325 °C, gerando desproporcionamento:
2 VF4 → VF3 + VF5

## Estrutura

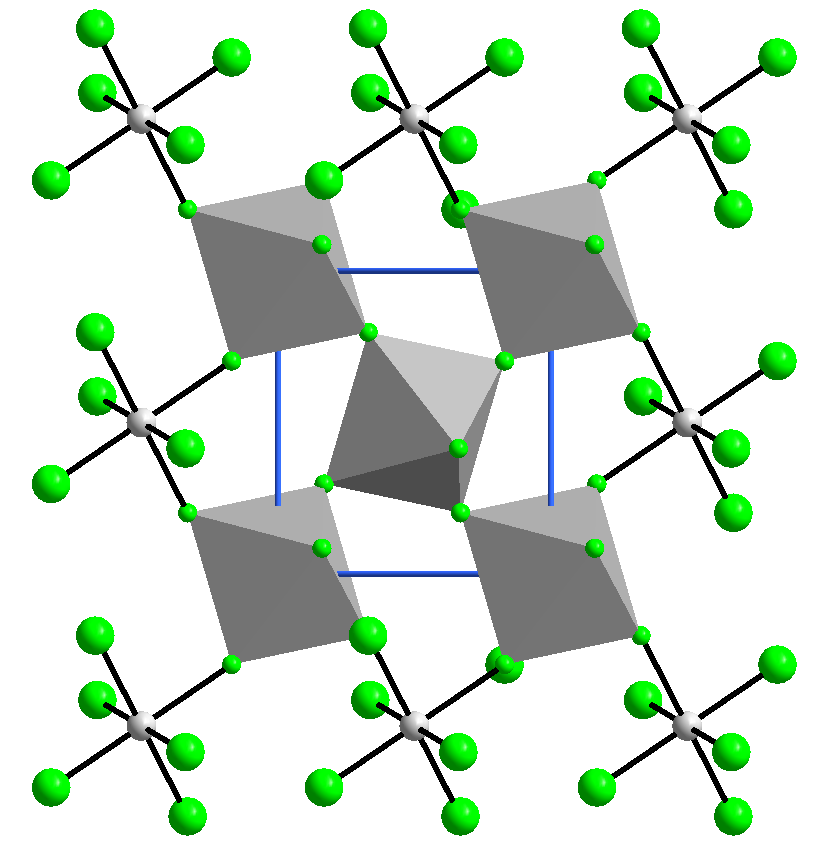
V^{4+}; F^{−}

A estrutura do VF4 é semelhante a do SnF4. Cada vanádio ocupa o centro do octaedro, circundado por seis fluoretos ligantes, dos quais quatro se ligam a outros átomos de vanádio adjacentes por ligação de flúor.